# جورج إدواردز بيكوك
جورج إدواردز بيكوك (بالإنجليزية: George Edwards Peacock)‏ هو فنان أسترالي، ولد في 1806، وتوفي في 1890.